# Them, Robot
«Them, Robot» (с англ. — «Они, робот») — семнадцатый эпизод двадцать третьего сезона мультсериала «Симпсоны», который вышел на телеканале FOX 18 марта 2012 года.

## Сюжет
Обнаружив, что цены на проверку наркотиков у работников Спрингфилдской АЭС высоки, мистер Бёрнс понимает, что у него кончаются деньги. У Смитерса появляется идея: заменить всех работников роботами, чтобы Бёрнс никому не платил. После собрания все работники уволены, но Смитерс говорит, что роботы не могут делать всю работу и станции нужен хотя бы один человек. Тут же Гомер приходит в кабинет Бёрнса, чтобы произнести гневную речь, и Бёрнс выбирает его как единственного работающего человека на АЭС. Робот заменяет и Смитерса, однако на следующий день Гомеру становится одиноко. Спрингфилд становится городом с рейтингом 99 % безработицы.
Гомер крадёт инструкцию к роботам, чтобы изменить личности роботов, и даёт им человеческие чувства. Он играет в бейсбол с ними и Бартом. Бейсбольный мяч вне поля, и Гомер хочет поймать его. Один робот спасает его, попав под грузовик, и остальные роботы тоже попадают под автомобили. Ночью все уничтоженные роботы сожжены в саду Симпсонов. После этого один оставшийся робот берёт у Гомера банку с пивом, говоря, что их основная программа — защищать людей, как говорят три закона роботехники (пиво убивает мозговые клетки). Раздражённый этим, Гомер пытается починить роботов, но после технического сбоя у роботов появляется новая цель — убить Гомера. Гомер прибегает в особняк Бёрнса, чтобы тот ему помог, но становится только хуже: Бёрнс спускает собак, которые пугаются роботов. Бёрнс злится на них, и теперь и роботы, и собаки гонятся за Гомером и Бёрнсом. Оба прячутся в теплице. Роботы их находят, но на помощь приходят уволенные работники. Роботы уничтожены, и Бёрнс возвращает всем прежние должности. В конце Гомер восстанавливает одного из роботов и идёт с ним на рыбалку, но Гомер надоедает роботу, и последний самоуничтожается.

## Производство
«Them, Robot» был срежиссирован Майклом Полчино и написан Майклом Прайсом. Приглашенная звезда Брент Спайнер обеспечивает голос всех роботов; Спайнер изобразил андройда Дейту в Звёздном пути: Следующее поколение и его четырех художественных фильмах. Название эпизода — отсылка к сборнику рассказов Айзека Азимова «Я, робот».